# Pallavolo Genova 2011-2012
Questa voce raccoglie le informazioni riguardanti la Pallavolo Genova nelle competizioni ufficiali della stagione 2011-2012.

## Organigramma societario
Area direttiva
- Presidente: Andrea Pesce (fino al 21 novembre 2011), Michele Tecchia (dal 21 novembre 2011)
- Vicepresidente: Giovanni Catanzaro
- Segreteria generale: Paolo Noli
- Amministrazione: Cristina Merialdo
- Direttore sportivo: Augusto Bruschettini
- Team manager: Paolo Truffa

Area tecnica
- Allenatore: Horacio Del Federico (fino al 31 marzo 2012), Franco Bertoli (dal 3 aprile 2012)
- Allenatore in seconda: Claudio Agosto
- Scout man: Antonella Ippolito
- Responsabile settore giovanile: Fabio Porro

Area comunicazione
- Addetto stampa: Paolo Noli, Serena Taccetti
- Relazioni esterne: Dario Lantero
- Responsabile attività promozionali: Roberto Valle

Area sanitaria
- Staff medico: Istituto Isfi
- Medico: Rocco Montedoro
- Preparatore atletico: Simone Fornari
- Fisioterapista: Carlo Ramponi
- Osteopata: Mario Cuzzilla

## Rosa
| N° | Nome              | Ruolo | Data di nascita | Nazionalità sportiva |
| -- | ----------------- | ----- | --------------- | -------------------- |
| 1  | Nicholas Tibaldo  | O     | 15 maggio 1988  | Italia               |
| 2  | Michele Nonne     | P     | 8 marzo 1988    | Italia               |
| 3  | Federico Donati   | S     | 25 maggio 1988  | Italia               |
| 6  | Iván Ruiz         | S     | 26 marzo 1977   | Italia               |
| 8  | Davide Manassero  | S     | 20 ottobre 1979 | Italia               |
| 9  | Marco Nuti        | P     | 2 ottobre 1970  | Italia               |
| 10 | Giovanni Polidori | C     | 2 gennaio 1975  | Italia               |
| 11 | Bojan Jordanov    | O     | 12 marzo 1983   | Bulgaria             |
| 13 | Marco Rizzo       | L     | 2 gennaio 1990  | Italia               |
| 15 | Massimo Pecorari  | C     | 16 marzo 1974   | Italia               |
| 16 | Graydon Ainsworth | C     | 20 giugno 1986  | Italia               |
| 17 | Dömötör Mészáros  | S     | 26 ottobre 1976 | Ungheria             |

## Mercato
| Acquisti | Acquisti          | Acquisti          | Acquisti   |
| R.       | Nome              | da                | Modalità   |
| -------- | ----------------- | ----------------- | ---------- |
| C        | Graydon Ainsworth | Forlì             | definitivo |
| O        | Bojan Jordanov    | Panathīnaïkos     | definitivo |
| S        | Dömötör Mészáros  | Arkas             | definitivo |
| P        | Michele Nonne     | Top Volley Latina | definitivo |
| C        | Giovanni Polidori | Padova            | definitivo |
| L        | Marco Rizzo       | Top Volley Gela   | definitivo |
| S        | Iván Ruiz         | Piacenza          | definitivo |
| O        | Nicholas Tibaldo  | Catania           | definitivo |

| Cessioni | Cessioni               | Cessioni          | Cessioni   |
| R.       | Nome                   | a                 | Modalità   |
| -------- | ---------------------- | ----------------- | ---------- |
| O        | Oleg Antonov           | Treviso           | definitivo |
| C        | Sergio Boroni          | Milano            | definitivo |
| C        | Massimiliano Di Franco | La Fenice Isernia | definitivo |
| P        | Michele Groppi         | Ramat HaSharon    | definitivo |
| S        | Mario Mercorio         | Milano            | definitivo |
| P        | Marco Nuti             | Lupi Santa Croce  | definitivo |
| S        | František Ogurčák      | Treviso           | definitivo |
| O        | Matteo Paoletti        | Lupi Santa Croce  | definitivo |
| L        | Andrea Zappaterra      | Cortona           | definitivo |

## Statistiche

### Statistiche dei giocatori
| Giocatore    | Serie A2 | Serie A2 | Serie A2 | Serie A2 | Serie A2 | Totale | Totale | Totale | Totale | Totale |
| Giocatore    | P        | PT       | AV       | MV       | BV       | P      | PT     | AV     | MV     | BV     |
| ------------ | -------- | -------- | -------- | -------- | -------- | ------ | ------ | ------ | ------ | ------ |
| G. Ainsworth | 26       | 155      | 106      | 39       | 10       | 26     | 155    | 106    | 39     | 10     |
| F. Donati    | 29       | 11       | 1        | 0        | 10       | 29     | 11     | 1      | 0      | 10     |
| B. Jordanov  | 36       | 761      | 657      | 40       | 64       | 36     | 761    | 657    | 40     | 64     |
| D. Manassero | 29       | 91       | 73       | 14       | 4        | 29     | 91     | 73     | 14     | 4      |
| D. Mészáros  | 33       | 475      | 416      | 20       | 39       | 33     | 475    | 416    | 20     | 39     |
| M. Nonne     | 20       | 8        | 5        | 1        | 2        | 20     | 8      | 5      | 1      | 2      |
| M. Nuti      | 35       | 53       | 18       | 31       | 4        | 35     | 53     | 18     | 31     | 4      |
| M. Pecorari  | 33       | 214      | 142      | 39       | 33       | 33     | 214    | 142    | 39     | 33     |
| G. Polidori  | 31       | 130      | 77       | 51       | 4        | 31     | 130    | 77     | 51     | 4      |
| M. Rizzo     | 36       | 0        | 0        | 0        | 0        | 36     | 0      | 0      | 0      | 0      |
| I. Ruiz      | 35       | 482      | 415      | 25       | 42       | 35     | 482    | 415    | 25     | 42     |
| N. Tibaldo   | 24       | 4        | 4        | 0        | 0        | 24     | 4      | 4      | 0      | 0      |

P = presenze; PT = punti totali; AV = attacchi vincenti; MV = muri vincenti; BV = battute vincenti